# Rickard Claesson
Staffan Rickard Claesson, född 19 mars 1977 i Kinnarumma, Borås kommun, är en svensk tidigare fotbollsmålvakt.
Som ung spelade Claesson i Rydboholms SK och Norrby IF. 1997 debuterade han i Norrby, som låg i dåvarande division 1 (näst högsta divisionen). Året därpå flyttade han ner en division och började spela för Skene IF där han tog över posten som förstemålvakt. Insatserna i Skene räckte för att imponera på allsvenska IFK Göteborg som år 2000 värvade in Claesson som andremålvakt bakom givne Bengt Andersson.
I början av 2005 hade Claesson fortfarande bara fått spela en match i Svenska Cupen och inte debuterat i Allsvenskan, vilket ledde till att Claesson så smått varvade ner som spelande tränare med Sandareds IF i lägre divisioner.
2006 lyfte karriären igen då Claesson flyttade utomlands till norska Raufoss IL som var på väg upp i andraligan. Med Claesson i målet gick klubben upp och han var förstemålvakt även i andraligan tills han skadade sig och ersattes säsongen ut av inlånade målvakten Alexander Nadj från Claessons gamla klubb IFK Göteborg.
Efter säsongen 2014, då han börjat trappa ner och varit andremålvakt, fick den då 38-årige Claesson ett erbjudande från Brumunddal och vaktade sedan deras mål under säsongen 2015.